# Грослора
Грослора (нем. Großlohra) — община в Германии, районный центр, расположен в земле Тюрингия.
Входит в состав района Нордхаузен. Подчиняется управлению Хайнлайте. Население составляет 989 человек (на 31 декабря 2010 года). Занимает площадь 18,29 км².
Достопримечательности: крепость Лора с романской двухэтажной часовней, романская базилика св. Гангольфа в Мюнхенлоре.

## География
Грослора расположена на северном отроге горной цепи Хайнлайте. Крепость Лора находится на одном из зубцов на высоте около 300—400 м. На севере хребет Хайнлайте круто обрывается в долину Випперталь, так что при хорошей погоде с крепости открывается широкий вид на Южный Гарц до горы Брокен.
Соседние общины (по часовой стрелке): Виппердорф, Нора, Хайнроде, Зондерсхаузен, Хелбедюндорф, Нидергебра, Блайхероде.
Административное деление
Община Грослора возникла в 1950 г в результате объединения населенных пунктов (ныне округа):
- Фридрихслора
- Гросвенден
- Клайнвенден
- Мюнхенлора
- Округ Лора (сейчас относится к округу Фридрихслора)

## История
На территории современной крепости Лора, вероятно, ещё в древнегерманские времена существовали укрепленные сооружения. Нынешнее сооружение было перестроено графом фон Ларе (Лора) в XI—XII вв. в крупнейшую крепость юго-восточного предгорья Гарца. До XVI в. она принадлежала графским родам фон Лора, Байхлинген, Клеттенберг и Хонштайн. Она утратила своё значение не позднее, чем во время Тридцатилетней войны, будучи несколько раз захвачена и сильно повреждена. После Вестфальского мира она отошла к Пруссии. До 1977 г использовалась как сельскохозяйственное имение.
Поселки Гросвенден и Кляйнвенден, возникшие в Средние века, были предположительно основаны венедами, то есть славянами. Мюнхенлора поначалу была имением при бывшей монастырской церкви. Местечко Фридрихслора было основано только в XVIII в. по проекту поселения прусского короля Фридриха II. Тогда, преимущественно из Айхсфельда, в земли округа Лора были переселены крестьяне и ткачи. Улица, на которой построили первые 22 дома, до сих пор носит название Двадцать второй. В XVIII и XIX столетии прусское государство проводило в жизнь проект принуждения цыган и прочих «бродячих людей» к оседлости, для чего был построен так называемый исправительный дом, действовавший с 1831 по 1837 г. Сейчас это здание детского сада.
С приходом к власти национал-социалистов в 1937 г усилилась дискриминация и полицейский контроль синти, а с 1939 г их стали отправлять в цыганский трудовой лагерь Штайнбрух в Кримдероде. Семеро из них погибли в Освенциме.

## Политика

### Муниципальный совет
Муниципалитет в Грослоре состоит из 12 членов совета:
- ХДС — 4 места
- Независимая Гражданская Политика — 8 мест

(По результатам выборов 7 июня 2009)

### Герб
Описание: «На алом поле с четырьмя златыми липовыми листами серебряный лев в златой короне, держащий в когтях златой епископский посох».

## Культура и достопримечательности
Крепость Лора видна за несколько километров, поскольку расположена на горном отроге. Это крупнейшая крепость на западе Южного Гарца. Заслуживает внимания романская двойная часовня с историческим разделением на первый и второй этаж. Гипотеза о том, что подобное разделение имело социальный подтекст (верхний этаж для знати, нижний для простолюдинов), сейчас оспаривается. Скорей всего, имела место и другая причина — нехватка земли.
Другой достопримечательностью является романская базилика св. Гангольфа в округе Мюнхенлора, построенная в 1170 г в бенедиктинском женском монастыре. После Реформации остальные монастырские постройки разрушились от времени. Сохранилась только базилика, которую в XIX в. реконструировали. Сегодня в ней проходят ежевечерние богослужения и время от время даже концерты.